# Resolució 743 del Consell de Seguretat de les Nacions Unides
La Resolució 743 del Consell de Seguretat de les Nacions Unides, fou adoptada per unanimitat el 21 de febrer de 1992 després de reafirmar les resolucions 713 (1991), 721 (1991), 724 (1991), 727 (1992) i 740 (1992), i considerant que la situació en la República Federal Socialista de Iugoslàvia constitueix una amenaça a la pau internacional i a l'estabilitat, el Consell va establir una missió de manteniment de la pau al país, coneguda com la Força de Protecció de les Nacions Unides (UNPROFOR), amb l'objectiu d'aconseguir un arranjament polític pacífic a la regió.
El Consell també va decidir desplegar la Força per una període inicial de dotze mesos, després decidint que l'embargament d'armes a Iugoslàvia no hauria d'aplicar-se per a armes i equipament militar destinats a UNPROFOR. Va sol·licitar al Secretari General Boutros Boutros-Ghali prendre mesures per desplegar per força tan aviat com fos possible, subjecte a l'aprovació del Consell, incloent un pressupost que seria pagat parcialment pels partits iugoslaus però observant que UNPROFOR és un arranjament provisional. El finançament va ser discutit per l'Assemblea General el 19 de març de 1992. La resolució també requeria que ell enviés informes com fos apropiat i no menys de cada sis mesos, amb el primer informe dins de dos mesos sobre el progrés a la regió.
La resolució 743 també va exhortar i va demandar a tots els partits a la regió que observessin l'alto el foc per assegurar la seguretat d'UNPROFOR, cridant de nou a les parts iugoslauves a cooperar amb la Conferència a Iugoslàvia. També sol·licitava ajuda internacional per a la Força, particularment pel que fa al trànsit de personal i equipament.
El poder inicial de la Força de Protecció de les Nacions Unides, no autoritzada sota el Capítol VII, va consistir en al voltant de 13.000 tropes, 100 observadors militars i 530 personals policial. Va ser la segona més gran operació de manteniment de pau de les Nacions Unides en la història, cobrint tota Iugoslàvia amb excepció d'Eslovènia, i romandria en lloc fins que els Acords de Dayton prenguessin efecte el 20 de desembre de 1995.